# Irrational Man (película)
Irrational Man es una película estadounidense de drama, misterio y comedia, escrita y dirigida por Woody Allen. Los intérpretes principales son: Emma Stone, Joaquin Phoenix, Jamie Blackley y Parker Posey.
El rodaje de la película comenzó el 7 de julio de 2014, en Newport, Rhode Island, estrenándose en 2015.

## Argumento
En el campus de la Universidad de una pequeña ciudad, un profesor de filosofía (Joaquin Phoenix) sufre una crisis existencial, por lo que se plantea un nuevo objetivo en la vida; es entonces cuando entra en relación con una de sus estudiantes (Emma Stone).

## Reparto
- Emma Stone[2] como Jill.
- Joaquin Phoenix como Abe.[3]
- Jamie Blackley[4] como Roy.
- Parker Posey[4] como Rita.
- Meredith Hagner como Sandy.
- Ethan Phillips como Papá.
- Julie Ann Dawson como Estudiante.
- Ben Rosenfield como Danny.

## Producción
El 2 de mayo de 2014 se anunció que Woody Allen escribiría y dirigiría su próxima película, en la que Joaquin Phoenix sería el protagonista. Más tarde, el 6 de mayo, Emma Stone se unió al reparto, realizando su segundo trabajo junto a Allen, ya que previamente había intervenido en la película Magic in the Moonlight, de 2014. El 24 de junio, Parker Posey y Jamie Blackley también se unieron al reparto. Allen produciría la película junto a Letty Aronson y Stephen Tenenbaum. El 29 de enero de 2015, Sony Pictures Classics adquirió los derechos de distribución de la película y reveló su título, que fue Irrational Man.

### Rodaje
El rodaje de la película comenzó el 17 de julio de 2014 en Newport, Rhode Island, y duró hasta finales de agosto. La producción fue vista filmando en el exterior de The Fastnet Pub en Newport. Posey también fue vista en el set.

## Estreno
El 29 de enero de 2015 se anunció que Sony Pictures Classics había adquirido los derechos de
distribución de la película, la octava de Woody Allen con dicha distribuidora. La película se dio a conocer el 16 de mayo de
2015 en el Festival de Cannes, presentándose en un estreno limitado el 17
de julio de 2015.

### Lanzamiento
El primer tráiler oficial de la película se dio a conocer el 29 de abril de 2015.

## Recepción
Irrational Man fue objeto de diferentes críticas. En Rotten Tomatoes obtuvo un 50% de índice de aprobación, sobre la base de 48 comentarios, con una
calificación promedio de 5,5/10. En Metacritic, que asigna una calificación normalizada, la película obtuvo una puntuación de 54
sobre 100, basado en 25 críticas.